# 淡路島南パーキングエリア
淡路島南パーキングエリア（あわじしまみなみパーキングエリア）は、兵庫県南あわじ市にある神戸淡路鳴門自動車道のパーキングエリアである。淡路島南ICに併設されている。
大鳴門橋が近いPAである。パーキングエリアから併設されているインターチェンジへは流出のみ可能で、インターチェンジからの流入時はパーキングエリア施設を利用できない。

## 施設

### 上り線（神戸・大阪方面）
上り線は2018年3月31日にリニューアルオープンした。白い船舶をイメージしており、4階建の建物となっている。2〜4階は展望台となっている。
- 駐車場
  - 大型 35台
  - 小型 105台
  - トレーラー 4台
  - 身障者用 2台
- トイレ
  - 男性 大4・小10
  - 女性 10
  - 車椅子用 1
- 給電スタンド（24時間）
- インフォメーション（9:00-17:00）
- フードコート（平日 8:00-21:00 / 土日祝 8:00-22:00）
- 売店（平日 8:00-21:00 / 土日祝 8:00-22:00）
- テラス（8:00-20:00）
- 自動販売機
- 郵便ポスト（南淡郵便局）

### 下り線（鳴門・徳島方面）
- 駐車場
  - 大型 21台
  - 小型 50台
  - トレーラー 4台
  - 身障者用 1台
- トイレ
  - 男性 大3・小10
  - 女性 10
  - 車椅子用 1
- 給電スタンド（24時間）
- 軽食堂（7:30-20:30）
- 売店（7:30-20:30）
- 自動販売機
- 郵便ポスト（南淡郵便局）

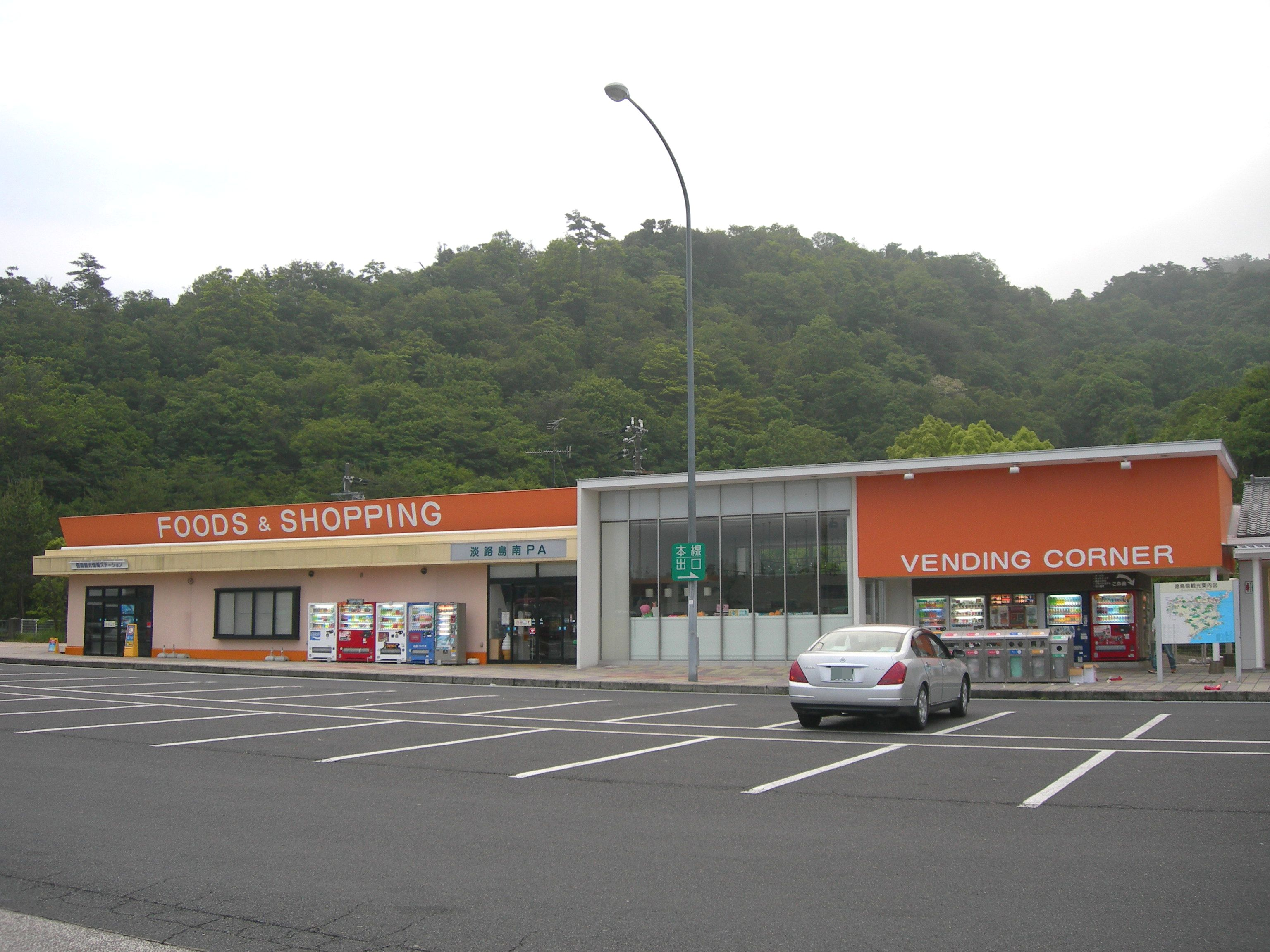
下り線施設
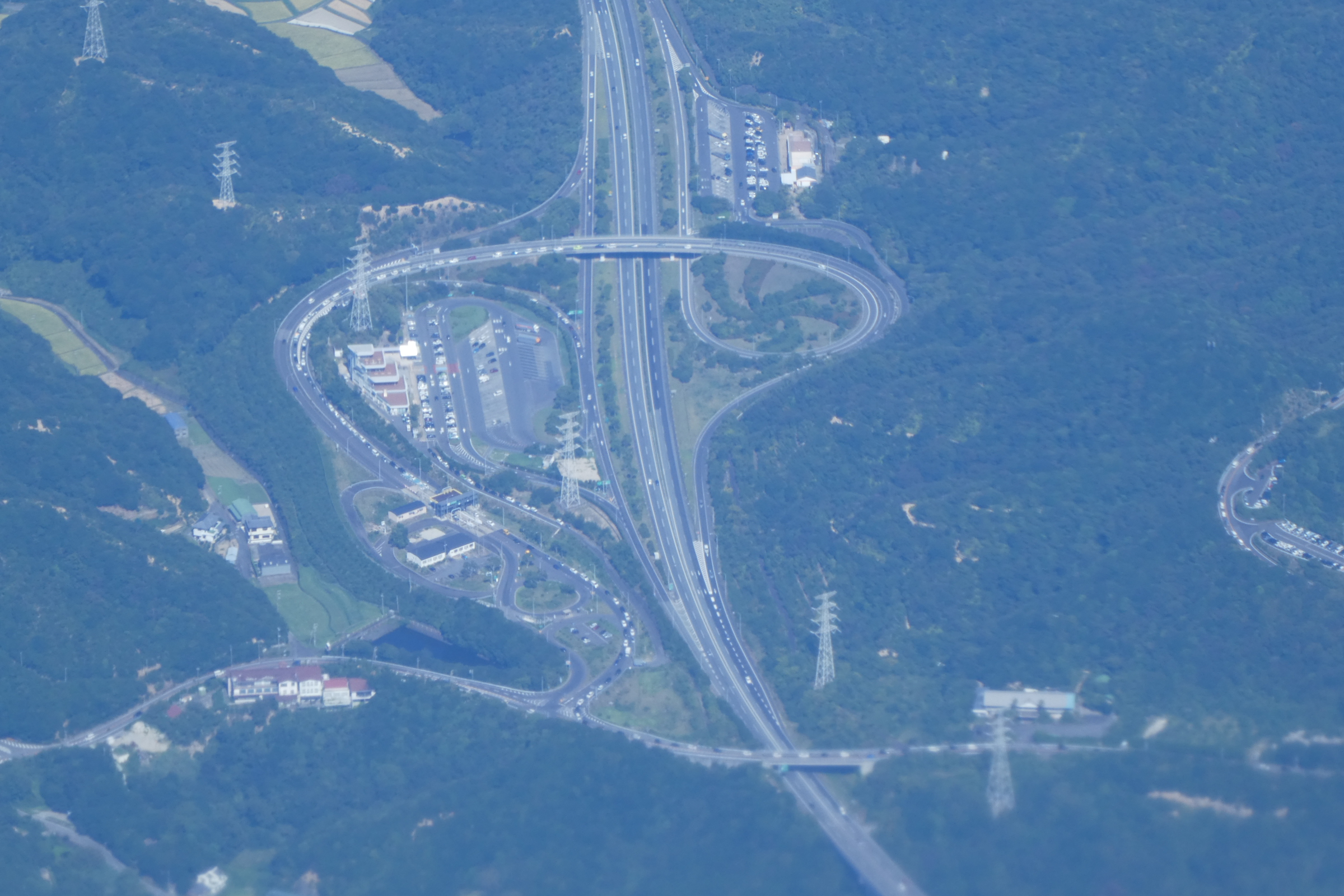
淡路島南インターチェンジと淡路島南パーキングエリア
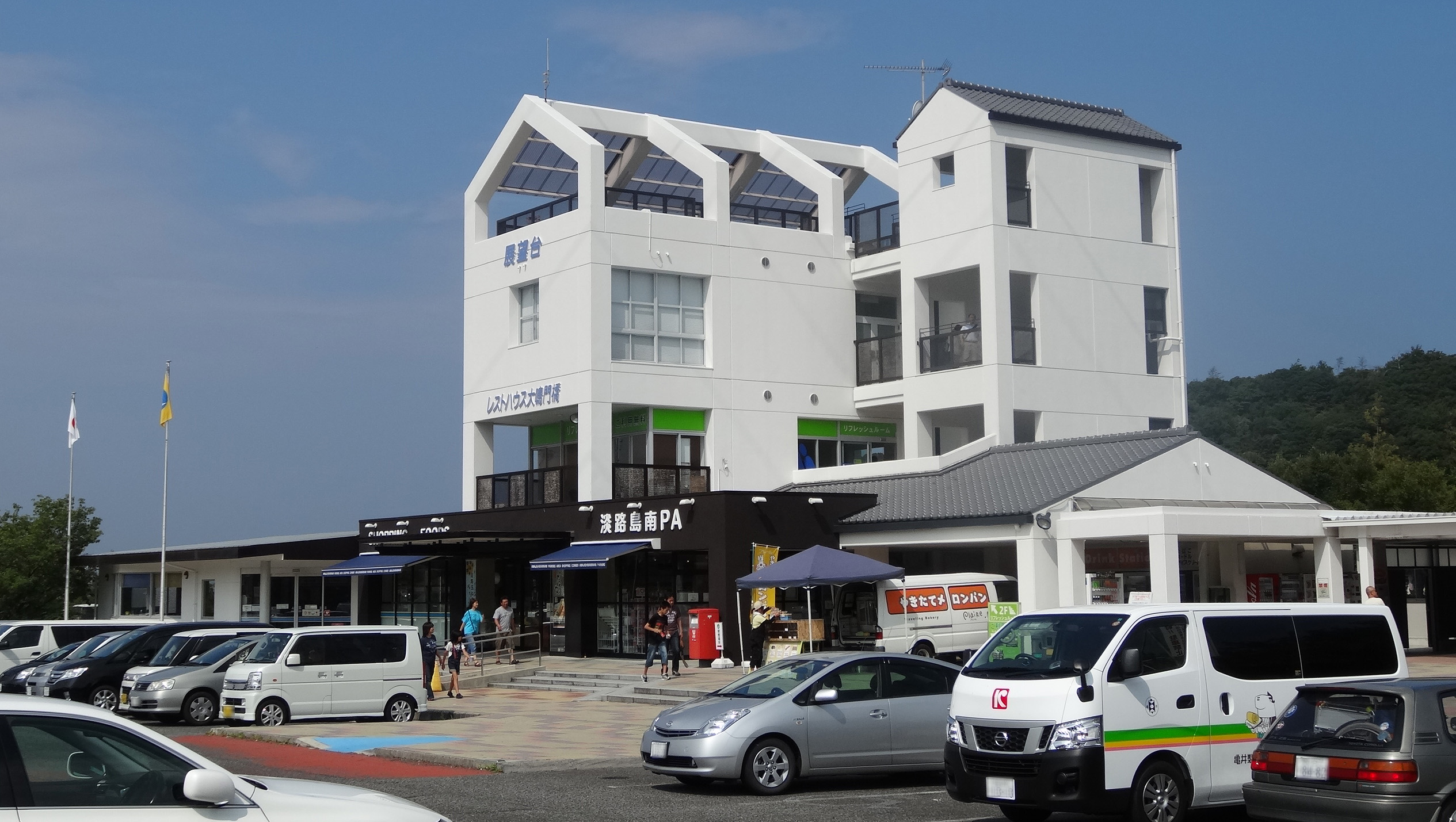
改装前の上り線施設

## 隣
E28 神戸淡路鳴門自動車道
(9)西淡三原IC - (BS)志知BS/陸の港西淡 - (10)淡路島南IC/BS/PA - (BS)鳴門公園口BS（下り線のみ） - (11)鳴門北IC